# Alt Urola
Alt Urola (en euskera Urola Garaia) és una de les comarques de Guipúscoa. Limita al nord amb la comarca d'Urola-Costa, a l'oest amb la de l'Alt Deba i a l'est i sud amb la de Goierri. Té uns 25.000 habitants i el municipi principal és Zumarraga. Comprèn els municipis de:
- Zumarraga: 10.115 habitants (2004)
- Legazpi: 8.785
- Urretxu: 6.604
- Ezkio-Itsaso: 573*